# Diócesis de Luoyang
La diócesis de Luoyang o de Loyang (en latín: Dioecesis Loiamensis y en chino: 天主教洛阳教区) es una circunscripción eclesiástica de la Iglesia católica en China. Se trata de una diócesis latina, sufragánea de la arquidiócesis de Kaifeng. Desde el 23 de abril de 2011 es sede vacante, aunque para el Anuario Pontificio lo es desde el 8 de noviembre de 1970.

## Territorio y organización
La diócesis tiene 25 000 km² y extiende su jurisdicción sobre los fieles católicos de rito latino residentes en parte de la provincia de Henan.
La sede de la diócesis se encuentra en la ciudad prefectura de Luoyang, en donde se halla la Catedral de la Madre de Dios.
En 1950 en la diócesis existían 11 parroquias.

## Historia
La prefectura apostólica de Luoyang fue erigida el 25 de mayo de 1929 con el breve Nobis ex alto del papa Pío XI, obteniendo el territorio del vicariato apostólico de Zhengzhou (hoy diócesis de Zhengzhou). La pastoral fue confiada a los misioneros javerianos de Parma.
El 28 de enero de 1935 la prefectura apostólica fue elevada al rango de vicariato apostólico con la bula Succrescente in dies del papa Pío XI.
El 11 de abril de 1946 el vicariato apostólico fue elevado a diócesis con la bula Quotidie Nos del papa Pío XII.
En 1948 el Partido Comunista de China capturó Luoyang, se impuso en la guerra civil y proclamó la República Popular China el 1 de octubre de 1949. El 4 de septiembre de 1951 China comunista expulsó al nuncio apostólico Antonio Riberi y la Santa Sede continuó reconociendo a la República de China en Taiwán como el legítimo gobierno chino. Todos los misioneros extranjeros fueron expulsados de China comunista en 1952, entre ellos el obispo italiano Assuero Teofano Bassi.
La Asociación Patriótica Católica China fue creada con el apoyo de la Oficina de Asuntos Religiosos de la República Popular de China en 1957, con el objetivo de controlar las actividades de los católicos en China. Su nombre público es Iglesia católica china y es referida como la "Iglesia oficial" en contraposición a la "Iglesia subterránea" o "Iglesia clandestina" leal a la Santa Sede.
En el período de 1966 a 1976 la Revolución Cultural se ensañó especialmente contra la religión, destruyéndose numerosas iglesias y cesaron todas las actividades religiosas en la diócesis. La diócesis reasumió sus actividades en la década de 1980. 
El 10 de septiembre de 1987 Pierre Li Hongye, fallecido durante la vigilia pascual del 23 de abril de 2011, fue ordenado en secreto obispo clandestino de la diócesis.
El 22 de septiembre de 2018 se firmó en Pekín el Acuerdo provisional entre la Santa Sede y la República Popular de China sobre el nombramiento de los obispos. El 22 de octubre de 2020 el acuerdo fue prorrogado por otros dos años y en octubre de 2022 por otros dos años más.
Debido a la situación particular de la Iglesia católica en China, la Santa Sede no nombra obispos para las diócesis chinas, que son sedes oficialmente vacantes incluso en presencia de obispos reconocidos por Roma.

## Estadísticas
Según el Anuario Pontificio 2002 la diócesis tenía a fines de 1950 un total de 10 122 fieles bautizados.
| Año                                                                             | Población            | Población | Población      | Sacerdotes | Sacerdotes    | Sacerdotes    | Bautizados por sacerdote | Diáconos permanentes | Religiosos | Religiosos | Parroquias |
| Año                                                                             | Bautizados católicos | Total     | % de católicos | Total      | Clero secular | Clero regular | Bautizados por sacerdote | Diáconos permanentes | Varones    | Mujeres    | Parroquias |
| ------------------------------------------------------------------------------- | -------------------- | --------- | -------------- | ---------- | ------------- | ------------- | ------------------------ | -------------------- | ---------- | ---------- | ---------- |
| 1950                                                                            | 10 122               | 3 000     | 0.3            | 33         | 8             | 25            | 306                      |                      |            | 25         | 11         |
| Fuente: Catholic-Hierarchy, que a su vez toma los datos del Anuario Pontificio. |                      |           |                |            |               |               |                          |                      |            |            |            |

Según el sitio de la Agencia Fides la diócesis en 2011 contaba circa 10 000 fieles, una treintena de sacerdotes y más de 50 religiosas.

## Episcopologio
- Assuero Teofano Bassi, S.X. † (9 de enero de 1930-8 de noviembre de 1970 falleció)
  - Sede vacante
  - Pierre Li Hongye † (10 de septiembre de 1987-23 de abril de 2011 falleció)